# パスカル・シュテンツェル
パスカル・シュテンツェル（Pascal Stenzel、1996年3月20日 - ）は、ドイツ・ノルトライン＝ヴェストファーレン州ビュンデ出身のサッカー選手。ブンデスリーガ・VfBシュトゥットガルト所属。ポジションはディフェンダー。

## 経歴

### クラブ

#### ボルシア・ドルトムント
2015年、ボルシア・ドルトムントでプロデビューを果たした。

#### SCフライブルク
2016年1月29日、SCフライブルクに期限付き移籍した。

#### シュトゥットガルト
2019年6月7日、ブンデス2部のVfBシュトゥットガルトに2020年6月まで1年間の期限付き移籍をした。
2020年7月1日、VfBシュトゥットガルトに完全移籍。2024年6月までの4年契約を結んだ。